# Ha'ano
Ha'ano es un distrito de la división administrativa de Ha'apai, en Tonga. Su capital es Nomuka. Tiene una población de 456 habitantes en 2021. 

## Geografía
Hay cuatro aldeas que están ubicadas en la costa oeste. De norte a sur, son:
- Muitoa
- Ha'ano
- Pukotala
- Fakakai

Ha'ano es la aldea y distrito principal, con una población de 135 habitantes. Fakakakai es el pueblo más grande, con una población de 215 habitantes.
El distrito de Ha'ano incluye junto a la isla del mismo nombre también de la isla Mo'unga'one (1,17 km², pob. 136 habitantes, a 20 km al oeste), y algunas islas deshabitadas.